# Phanerotoma terebralis
Phanerotoma terebralis är en stekelart som beskrevs av Herbert Zettel 1989. Phanerotoma terebralis ingår i släktet Phanerotoma och familjen bracksteklar. Inga underarter finns listade i Catalogue of Life.